# Международная стандартная стойка полезной нагрузки

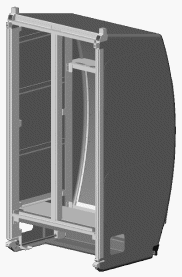
Международная стандартная стойка полезной нагрузки

 Международная стандартная стойка полезной нагрузки (англ. International Standard Payload Rack, ISPR) — стандарт, используемый на Международной космической станции (МКС) для эффективной интеграции и достижения взаимозаменяемости различного оборудования. В настоящее время[когда?] на МКС имеется 37 слотов ISPR для научной аппаратуры, каждый из которых предоставляет одинаковый набор интерфейсов. В некоторых местах имеются нестандартные интерфейсы, если этого требует специфичная полезная нагрузка.

## Возможности
Каждый ISPR предоставляет 1,571 кубических метра внутреннего полезного объёма. Размеры стойки составляют 2 метра в высоту, 1,05 метра в ширину и до 85,9 см в глубину. Масса стойки 104 кг, масса нагрузки до 700 кг. Дополнительно в стойке могут устанавливаться меньшие модули, например 19-дюймовая (483 мм) стойка Spacelab Standard Interface Rack (SIR). Предусмотрены кабель-каналы с обеих сторон для объединения оборудования из нескольких ISPR.

## Совместимость
Размеры ISPR превышают размеры проходов в российском стыковочном узле (80 см), в АПАС и в Системе стыковки НАСА (NDS, iLIDS). Из-за этого невозможна доставка на МКС стоек при помощи КА «Прогресс», ATV, Orion и Dragon 2, а также размещение их в российском сегменте станции.
В прошлом стойки доставлялись при помощи многоцелевых модулей снабжения (ММС), которые поднимались на орбиту в грузовых отсеках шаттлов, и пристыковывались к Common Berthing Mechanism. С окончанием программы «Спейс шаттл», модули могут доставляться на МКС только кораблями Cygnus и H-II Transfer Vehicle.